# Max Niedermann
Pour les articles homonymes, voir Niedermann.
Max Niedermann, né à Winterthour le 19 mai 1874 et décédé à Neuchâtel le 12 janvier 1954, est un philologue et homme politique suisse.

## Biographie
Originaire de Sirnach, en Thurgovie, et bourgeois de Winterthour, Max Niedermann est né dans cette ville le 19 mai 1874. Après son gymnase, Max Niedermann entreprend des études de langues classiques et romanes et de linguistique à l'Université de Zurich (1893-1894) et de Bâle (1894-1897). Il est l'élève de Jacob Wackernagel (1853-1938) à Bâle, d'Antoine Meillet (1866-1936), de Silvain Levi (1863-1935), de Louis Havet (1849-1925) et de Paul Boyer (1864-1949) à Paris. C'est auprès du premier qu'il passe "insigni cum laude" ses examens de doctorat avec une thèse intitulée : e und i im Lateinischen. Ein Beitrag zur Geschichte des lateinischen Vokalismus.
En 1901, Max Niedermann épouse Jeanne Pierrehumbert, cousine du William Pierrehumbert, auteur du "Dictionnaire historique du parler neuchâtelois et suisse romand". De leur union naissent Andrée en 1906 et Jeanne en 1909 (future épouse du professeur et ancien élève de Max Niedermann: André Labhardt). Tout d'abord nommé privat-docent de linguistique comparée (accent sur le latin) à Bâle (1899-1900), Max Niedermann est ensuite professeur de latin et de grec au gymnase de La Chaux-de-Fonds (1900-1906). C'est durant cette période qu'il publie son Précis de phonétique historique du latin destiné aux enseignants. Max Niedermann est ensuite privat-docent de linguistique et de philologie classique (1903-1905) et professeur extraordinaire de linguistique générale (1905-1909) à l'académie de Neuchâtel, professeur extraordinaire (1909), puis ordinaire (1911-1925) de linguistique comparée et de sanscrit à l'université de Bâle, professeur ordinaire de langue et littérature latines (1909-1944) et de linguistique générale (1925-1944) à l'université de Neuchâtel. Entre 1933 et 1935, Max Niedermann est recteur de cette même université. Spécialiste du lituanien, il se consacre, de 1926 à sa mort, à la rédaction d'un dictionnaire lituanien-allemand: Wörterbuch der litauischen Schriftsprache. Litauisch-deutsch, premier dans son genre. Son Précis de phonétique historique du latin (1906) a lui connu pas moins de trois éditions françaises et cinq traductions (allemand, hollandais, russe, espagnol et italien) et a servi partout de base à l'étude scientifique du latin. Max Niedermann est Docteur honoris causa des universités de Riga (1929), Genève (1944) et Besançon (1947). Il est aussi membre correspondant de l'Institut de France. 
Les exigences de la vie académique n'empêchent pas Max Niedermann de s'engager dans la vie politique de son canton d'adoption. En 1919, il est attaché à la légation de Suisse à Paris et chargé de visiter les camps de France où sont internés les prisonniers des Empires centraux. Il est aussi élu au Conseil général (1933-1944) et au Grand conseil neuchâtelois (1937-1945) comme député libéral. En 1945, il est aussi chargé par le Département fédéral de justice et police d'une série de conférences au foyer des réfugiés lituaniens à Yverdon-les-Bains.

## Publications
En plus de son célèbre Précis de phonétique historique du latin (Paris : C. Klincksieck, 1906) traduit en allemand, en anglais, en espagnol et en russe et du Wörterbuch der litauischen Schriftsprache : Litauisch-Deutsch (Heidelberg : C. Winter, 1951), Max Niedermann est l'auteur d'un nombre important de travaux. Ceux-ci ont été compilés dans: Recueil Max Niedermann (Recueil de travaux publiés par la Faculté des lettres, Université de Neuchâtel 25) (Neuchâtel : Secrétariat de l'Université, 1954).
On citera notamment:
- Max Niedermann, Ĕ und Ĭ im Lateinischen : ein Beitrag zur Geschichte des lateinischen Vocalismus, Darmstadt, G. Otto's Hof-Buchdruck, 1897.
- Max Niedermann, "Etymologische Forschungen", Indogermanische Forschungen, Strassburg, Bd. 15v (1903), H. 1/2, p. 104-121.
- Max Niedermann, Contributions à la critique et à l'explication des gloses latines, Neuchâtel, P. Attinger, 1905.
- Max Niedermann, Historische Lautlehre des Lateinischen, Heidelberg, C. Winter, 1907.
- Max Niedermann, "Notes critiques sur le glossaire latin du manuscrit de Bruxelles 10615-10729", Le musée belge, Louvain, année 11 (1907), no°4, p. 317-318.
- Max Niedermann, "Études sur la dissimilation consonantique en latin", Le musée belge, Louvain, année 12 (1908), p. [265]-268.
- Max Niedermann, "Zur griechischen und lateinischen Wortkunde", Indogermanische Forschungen, Strasbourg, Bd. 26(1909), p. 43-59.
- Max Niedermann, "Vulgärlateinische Miszellen", Glotta : Zeitschrift für griechische und lateinische Sprache, Göttingen, Bd. 2 (1910), p. 51-54.
- Max Niedermann, "Kontaminationene bei Homer", Glotta : Zeitschrift für griechische und lateinische Sprache, Göttingen, Bd. 2 (1910), p. 22-26.
- Max Niedermann, Proben aus der sogenannten Mulomedicina Chironis : Buch II und III, Heidelberg, C. Winter, 1910.
- Max Niedermann, "Une glose d'Hésychius mal interprétée", Le musée belge, Louvain, année 16 (1912), no 3, p. 293-294.
- Max Niedermann, "Sprachliche Bemerkungen zu Marcellus Empiricus de medicamentis", Festgabe für Hugo Blümner, Zürich, Buchdr. Berichthaus, 1914.
- Max Niedermann, "Nachträge und Berichtigungen zum Thesaurus linguae Latinae", Glotta : Zeitschrift für griechische und lateinische Sprache, Göttingen, Bd. 8 (1916), p. 226-233.
- Max Niedermann, "Notes critiques sur la version latine du Perǐ aéron, hudátōn, tópōn ; sur un prétendu fragment de Lucilius", Revue de philologie, de littérature et d'histoire ancienne, Paris, t. 41 (1917), liv. 4, p. 221-233.
- Max Niedermann, Essais d'étymologie et de critique verbale latines, Neuchâtel, Attinger, 1918.
- Max Niedermann, "Die Namen des Storches im Litauischen", Festgabe A. Kaegi, Frauenfel, Huber, 1919, p. 66-92.
- Max Niedermann, "Notes d'étymologie française", Archivum Romanicum, Firenze, vol. 5, no. 3-4 (1921), 13 p.
- Max Niedermann, "Litauisch óbuolmušas arklys, obuolmušys "Apfelschimmel" ", Zeitschrift für slavische Philologie, Heidelberg, Bd. 4 (1927), H. 1/2, p. 42-44.
- Max Niedermann, "De quelques noms indo-européens du millet", Seorsum impressum e "Symbolis grammaticis in honorem Ioannis Rozwadowski", Cracoviae, apud bibliopolam Gebethner & Wolff, 1927, [t. 1], p. [109]-117.
- Max Niedermann, "De la dérivation rétrograde en lituanien", Studi Baltici, Roma, V. 3.
- Max Niedermann, "Contributions à la critique et à l'explication de textes latins : (Caton l'ancien, César, Celse, Corpus inscriptionum latinarum, Corpus glossariorum latinorum)", Revue de philologie, de littérature et d'histoire anciennes, Paris, Série 3, t. 7(1933), p. 11-32.
- Max Niedermann, "À propos d'une épitaphe romaine trouvée près de Brescello (Brixellum)", L'Antiquité classique, Louvain, [puis] Bruxelles, t. 2 (1933), fasc. 2, p. 364-370.
- Max Niedermann, "Mélanges de linguistique latine : à propos de la dissimilation de l..l", Mnemosynes Bibliothecae Philologicae Batavae serie tertia, Leiden, 1936, série 3, vol. 3, p. 265-278.
- Max Niedermann, "Tendances euphoniques en latin", Mélanges Bally, Genève, Georg, 1939, p. 423-438.
- Max Niedermann, "François Thomas, "Recherches sur le développement du préverbe latin ad-" ", Revue de philologie, de littérature et d'histoire anciennes, Paris, série 3, t. 14 (1940), p. [261]-268.
- Max Niedermann, "Ghost words : Lat. celtis "ciseau" ", Museum Helveticum, Basel, vol. 2 (1945), fasc. 2, p. 123-136.
- Max Niedermann, "Deux éditions récentes de la comédie "Chrysis" d'Enea Silvio Piccolomini", Humanitas, Coimbra, vol. 2(1948), p. 93-115.
- Max Niedermann, "Notes de critique verbale sur quelques textes médicaux latins", Humanitas, Coimbra, vol. 2 (1948), p. 3-32.
- Max Niedermann, "Der Suffixtypus -ullus, -a, -um lateinischer Appellativa", Museum Helveticum, Basel, vol. 7 (1950), fasc. 3, p. 147-158.
- Max Niedermann, Balto-Slavica, Neuchâtel, Faculté des lettres; Genève, E. Droz, 1956.

Max Niedermann a aussi publié dans les journaux suisses.